# Прибрежне (Білорусь)
Прибрежне (біл. вёска Прибрежне) — село в складі Березинського району Мінської області, Білорусь. Село підпорядковане Березинській сільській раді, розташоване в східній частині області.